# Bashkim Ziberi
Bashkim Ziberi (mac. Башким Зибери; ur. 11 września 1974 w Tetowie) – północnomacedoński fizyk i nanotechnolog pochodzenia albańskiego.

## Życiorys
W 1998 roku ukończył studia fizyczne na Uniwersytecie Tirańskim, następnie odbył studia magisterskie i doktorskie z zakresu nanotechnologii na Uniwersytecie w Lipsku.
Od 2002 roku do 2010 roku pracował w Instytucie Modyfikacji Powierzchni w Lipsku, następnie został wykładowcą fizyki medycznej oraz profesorem zwyczajnym na Państwowym Uniwersytecie w Tetowie.
Stypendysta Programu Fulbrighta, autor licznych prac naukowych (ponad 40 w 2021 roku).